# Lista de estados do México por área
O México possui 31 estados e a Cidade do México (capital). Abaixo temos as 32 entidades federativas do país classificados por ordem de sua área de superfície:
| Mapa de México dividido por entidades federativas |                  |         |                      |                  |         |
| Entidade federativa                               | Superfície (km²) | % total | Entidade federativa  | Superfície (km²) | % total |
| 1. Chihuahua                                      | 247.938          | 12.6%   | 17. Sinaloa          | 58.328           | 2.9%    |
| 2. Sonora                                         | 182.052          | 9.2%    | 18. Campeche         | 50.812           | 2.9%    |
| 3. Coahuila                                       | 151.571          | 7.7%    | 19. Quintana Roo     | 50.212           | 2.2%    |
| 4. Durango                                        | 123.181          | 6.3%    | 20. Yucatán          | 38.402           | 2.0%    |
| 5. Oaxaca                                         | 93.952           | 4.8%    | 21. Puebla           | 33.902           | 1.7%    |
| 6. Jalisco                                        | 80.386           | 4.0%    | 22. Guanajuato       | 30.491           | 1.6%    |
| 7. Tamaulipas                                     | 79.384           | 4.1%    | 23. Nayarit          | 26.979           | 1.4%    |
| 8. Chiapas                                        | 74.211           | 3.8%    | 24. Tabasco          | 25.267           | 1.3%    |
| 9. Baja California Sur                            | 73.475           | 3.8%    | 25. México           | 21.355           | 1.1%    |
| 10. Zacatecas                                     | 73.252           | 3.8%    | 26. Hidalgo          | 20.813           | 1.1%    |
| 11. Veracruz                                      | 71.699           | 3.7%    | 27. Querétaro        | 11.499           | 0.6%    |
| 12. Baja California                               | 69.921           | 3.7%    | 28. Aguascalientes   | 5.471            | 0.3%    |
| 13. Nuevo León                                    | 64.924           | 3.3%    | 29. Colima           | 5.191            | 0.3%    |
| 14. Guerrero                                      | 64.281           | 3.3%    | 30. Morelos          | 4.950            | 0.2%    |
| 15. San Luis Potosí                               | 63.068           | 3.1%    | 31. Tlaxcala         | 4.016            | 0.2%    |
| 16. Michoacán                                     | 59.928           | 3.0%    | 32. Cidade do México | 1.479            | 0.1%    |